# Busstation Heinenoord
Het busstation Heinenoord is een busstation dat geheel geëxploiteerd wordt door Connexxion in de concessie Hoeksche Waard – Goeree-Overflakkee. Het busstation is gesitueerd aan de Reedijk, net naast de N217, de N489 en de A29 (afrit 21). Het heeft zes perrons (A-F), een glazen wachthokje voor reizigers en een chauffeurshokje. Het busstation is voor bussen bereikbaar vanaf de Reedijk en vanaf de N217. Ook is er een busbaan vanaf het busstation naar de A29 aangelegd. Verder is er een P+R voorziening, enkel dit gedeelte van het busstation is toegankelijk voor gewone weggebruikers, de rest van het station is gereserveerd voor het openbaar vervoer en taxi's van Taxi Binnenmaas (de exploitant van de belbus in de Hoeksche Waard).

## Buslijnen
| Lijn                                     | Route | Soort     | Bijzonderheden                                                                                         |
| ---------------------------------------- | --- | --------- | --- |
| 160                                      | Goudswaard, Dorp - Heinenoord, Busstation - - Rotterdam, Zuidplein                                                             | Streekbus | |
| 163                                      | Rotterdam, Station Lombardijen - Heinenoord, Busstation - Oud-Beijerland, Zinkweg                                              | Streekbus | |
| 164                                      | Zuid-Beijerland, Ridder van Dorplaan - Heinenoord, Busstation                                                                  | Streekbus | Het deel tussen Numansdorp en Zuid-Beijerland wordt 's avonds en in het weekend gereden door lijn 194. |
| 166                                      | Dordrecht, Centraal Station - Maasdam, Lageweg - Heinenoord, Busstation - - Rotterdam, Zuidplein                               | Streekbus | |
| 167                                      | Strijen, Julianastraat - Maasdam, Lageweg - Heinenoord, Busstation                                                             | Streekbus | |
| 663                                      | Goudswaard - Piershil - Nieuw-Beijerland - Oud-Beijerland - Heinenoord, Busstation - Rotterdam, Lombardijen                    | Schoolbus | |
| 666                                      | Maasdam, Gemeentehuis - Puttershoek - Heinenoord, Busstation - Oud-Beijerland, Scholengemeenschap                              | Schoolbus | |
| 716                                      | Barendrecht, Station - Heinenoord, Busstation - Heinenoord, Witte Boerderij                                                    | Buurtbus  | |
| 860                                      | Rotterdam, Centraal Station - Heinenoord, Busstation - Goudswaard, Dorp                                                        | Nachtbus  | |
| 867                                      | Rotterdam, Centraal Station - Heinenoord, Busstation - Strijen, Leeuwrikstraat → Klaaswaal, Molendijk → Heinenoord, Busstation | Nachtbus  | |
| Bijgewerkt op 3 januari 2023 17:56 (CET) | |           | |